# Косоротково
Косоро́тково (рос. Косоротково, марій. Важыкполко) — присілок у складі Новотор'яльського району Марій Ел, Росія. Входить до складу Масканурського сільського поселення.

## Населення
Населення — 9 осіб (2010; 11 у 2002).
Національний склад (станом на 2002 рік):
- лучні марійці — 100 %